# Challenger de México
El torneo Copa Internacional de Tenis Total Digest fue un torneo profesional de tenis. Pertenecía al ATP Challenger Series. Se jugó solamente en el año 2013 sobre pistas duras, en Ciudad de México, México.

## Palmarés

### Individuales
| Año  | Campeón       | Finalista        | Resultado     |
| ---- | ------------- | ---------------- | ------------- |
| 2013 | Andrej Martin | Adrian Mannarino | 4-6, 6-4, 6-1 |

### Dobles
| Year | Campeones                   | Finalistas                     | Resultado        |
| ---- | --------------------------- | ------------------------------ | ---------------- |
| 2013 | Carsten Ball Chris Guccione | Jordan Kerr John-Patrick Smith | 6-3, 3-6, [11-9] |